# کارل چاپک
کارل چاپک (به چکی: Karel Čapek) (زاده ۹ ژانویه ۱۸۹۰ – درگذشته ۲۵ دسامبر ۱۹۳۸) یکی از نویسندگان چک در سده بیستم است. واژهٔ ربات برای اولین بار در اثری از این نویسنده به کار برده شده است.

## زندگی
کارل چاپک نمایشنامه‌نویس و داستان‌نویس اهل چکسلواکی در سال ۱۸۹۰ به دنیا آمد. نویسندگی را هنگام تحصیل در دانشگاه‌های سوربن و پراگ آغاز نمود کار مستقل وی با نوشتن داستان مصلوب آغاز گردید در سال ۱۹۲۰ اولین نمایشنامه اش بنام راه زن انتشار یافت.
وی طی دوره جنگ جهانی اول به روزنامه‌نگاری پرداخت و پی از جنگ از معاشران صمیمی توماش مازاریک بود. انتشار اولین نمایشنامه به نام «روبات‌های عمومی روسوم» سبب شهرت جهانی او شد این نمایشنامه در هجو و انتقاد از تمدن ماشینی است که به زعم وی میلیون‌ها انسان را از کار برکنار خواهد کرد.
واژهٔ روبات را او در کتاب کارخانه ربات‌سازی روسوم (.R.U.R) معرفی کرد و مفهوم آن را تبیین کرد. البته مستنداتی مبنی بر نام‌گذاری کلمه ربات از جوزف برادر کارل نیز وجود دارد
وی با همکاری برادر نقاشش بنام یوزف چاپک دو اثر «گودال‌های نورانی» و «باغ کراکونوش» را منتشر کرد. همچنین در سال ۱۹۲۳ با برادرش «راز ماکروپولوس» را نوشت وی زندگی‌نامه گونه‌ای مفصل از مارزایک نیز نوشته است.
وی در سال ۱۹۳۸ درگذشت.
«کارخانه مطلق سازی» و «داستان‌های جن و پری» نیز از آثار این نمایشنامه‌نویس است. هر دو کتاب به فارسی ترجمه شده است.

## آثار
- گوال‌های نورانی (۱۹۱۶)
- باغ کراکونوش Krakonošova zahrada ‏ (۱۹۱۸)
- راهزن (۱۹۲۰)
- کارخانه ربات‌سازی روسوم(R.U.R)‏ (۱۹۲۰)(ترجمه کامران فانی و سعید حمیدیان، تحت عنوان "آدمهای ماشینی")
- بازی حشره (۱۹۲۱)
- داستان‌های رنج‌آور (۱۹۲۱)
- کارخانهٔ مطلق سازی (۱۹۲۲)
- کراکاتیت (رمان، ۱۹۲۲)
- قضیه ماکروپلوس (۱۹۲۲)
- نامه‌هایی از ایتالیا (۱۹۲۳)

- نامه‌هایی از انگلستان (۱۹۲۴)

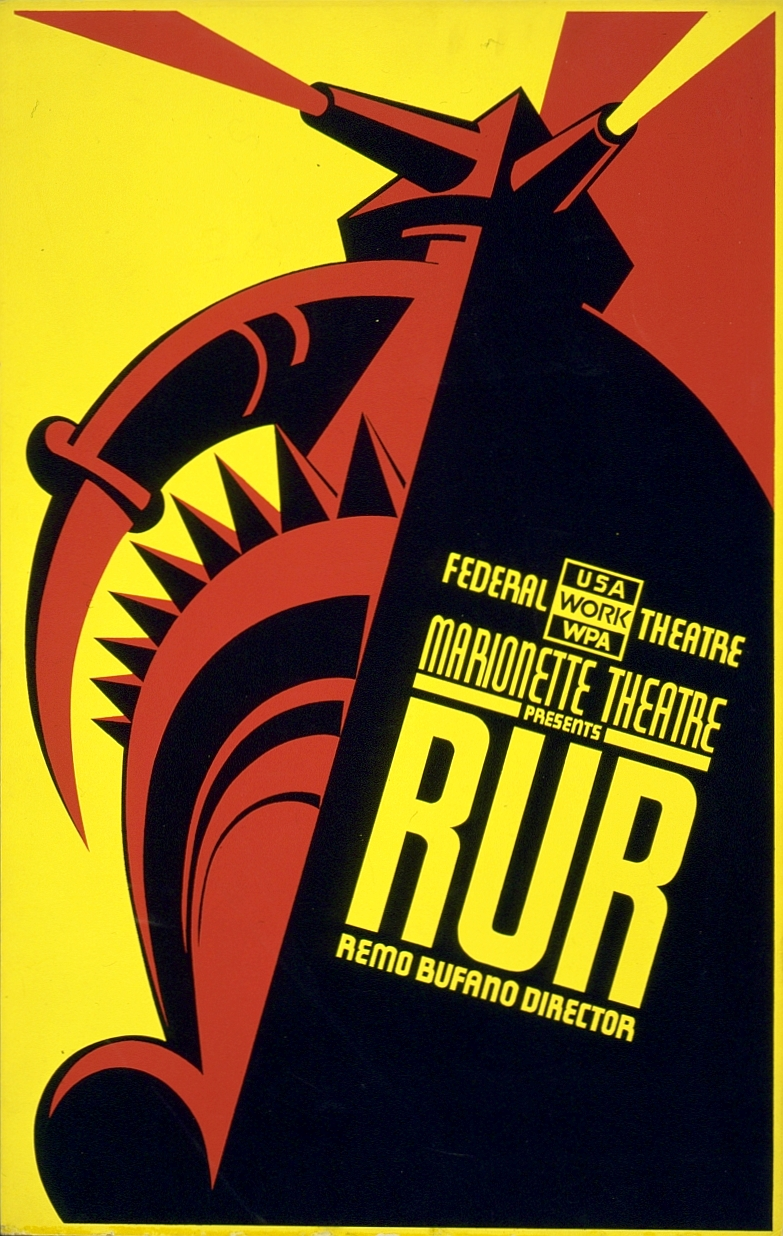
کارخانه ربات‌سازی روسوم(R.U.R)

- گفتگویی با توماس مازاریک (۱۹۲۸ , ۱۹۳۵)
- داستان‌هایی از یک جیب بر و داستان‌هایی از جیب بر دیگر (۱۹۲۹)
- نامه‌هایی از اسپانیا (۱۹۳۰)
- تصاویر هلندی (۱۹۳۲)
- هوردوبال Hordubal ‏ (۱۹۳۳)
- شهاب (۱۹۳۴)
- مادر (۱۹۳۴)
- زندگی متوسط (زندگی عادی) (۱۹۳۴)
- مسافرت به شمال (۱۹۳۶)
- جنگ با مارمولک‌ها (جنگ با سمندرها) (۱۹۳۶) (ترجمه پرویز معتمدی آذری، انتشارات روزگار)
- مرض سفید (۱۹۳۷)
- جنایت در اداره پست
- اسکندر کبیر
- مرگ ارشمیدس
- آثار جوی
- مرد خشن
- مصلوب

آثار ترجمه شدهٔ وی در ایران عبارت‌اند از کارخانهٔ مطلق سازی، .R.U.R و حشرات.

## نگارخانه

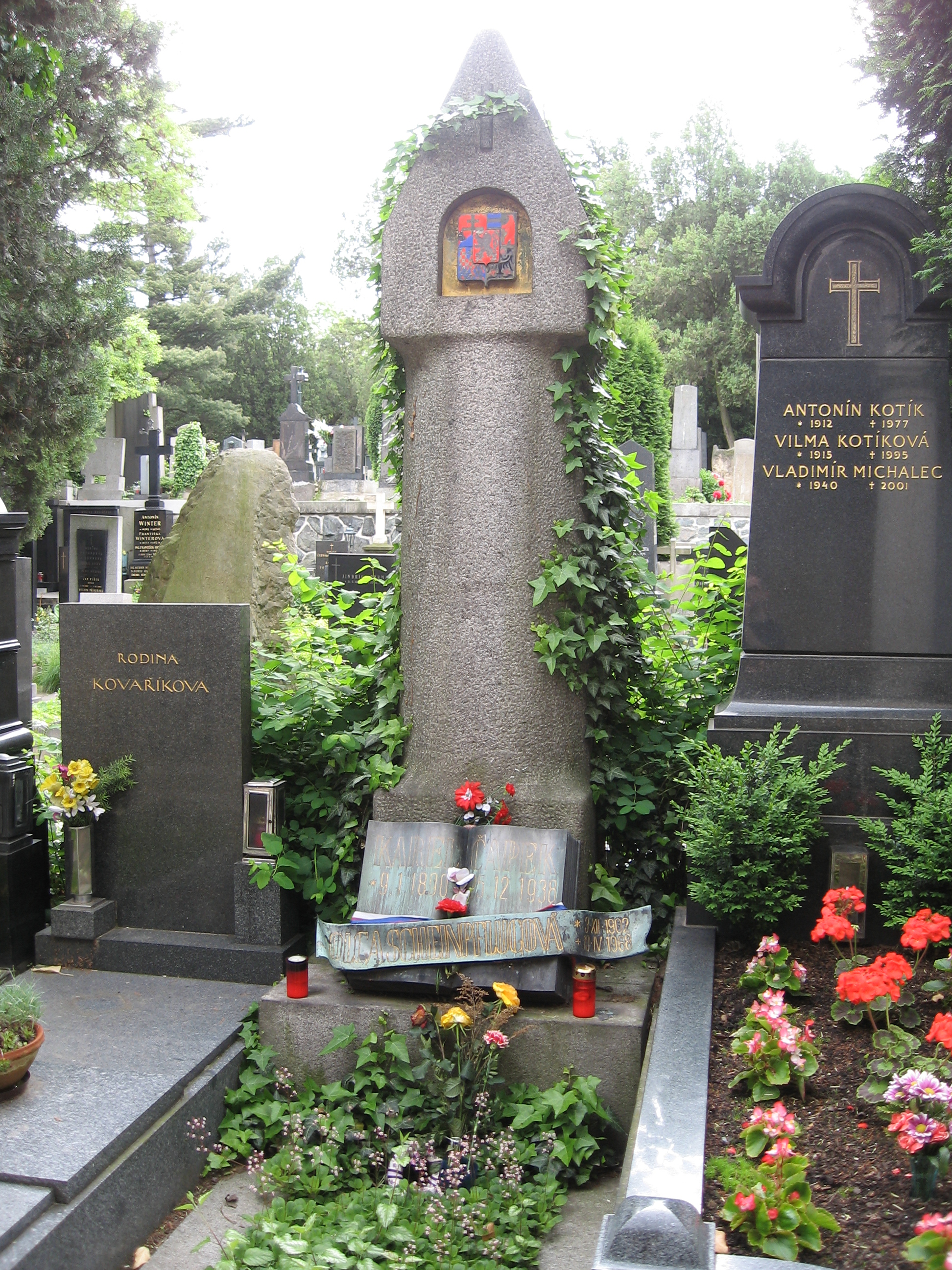
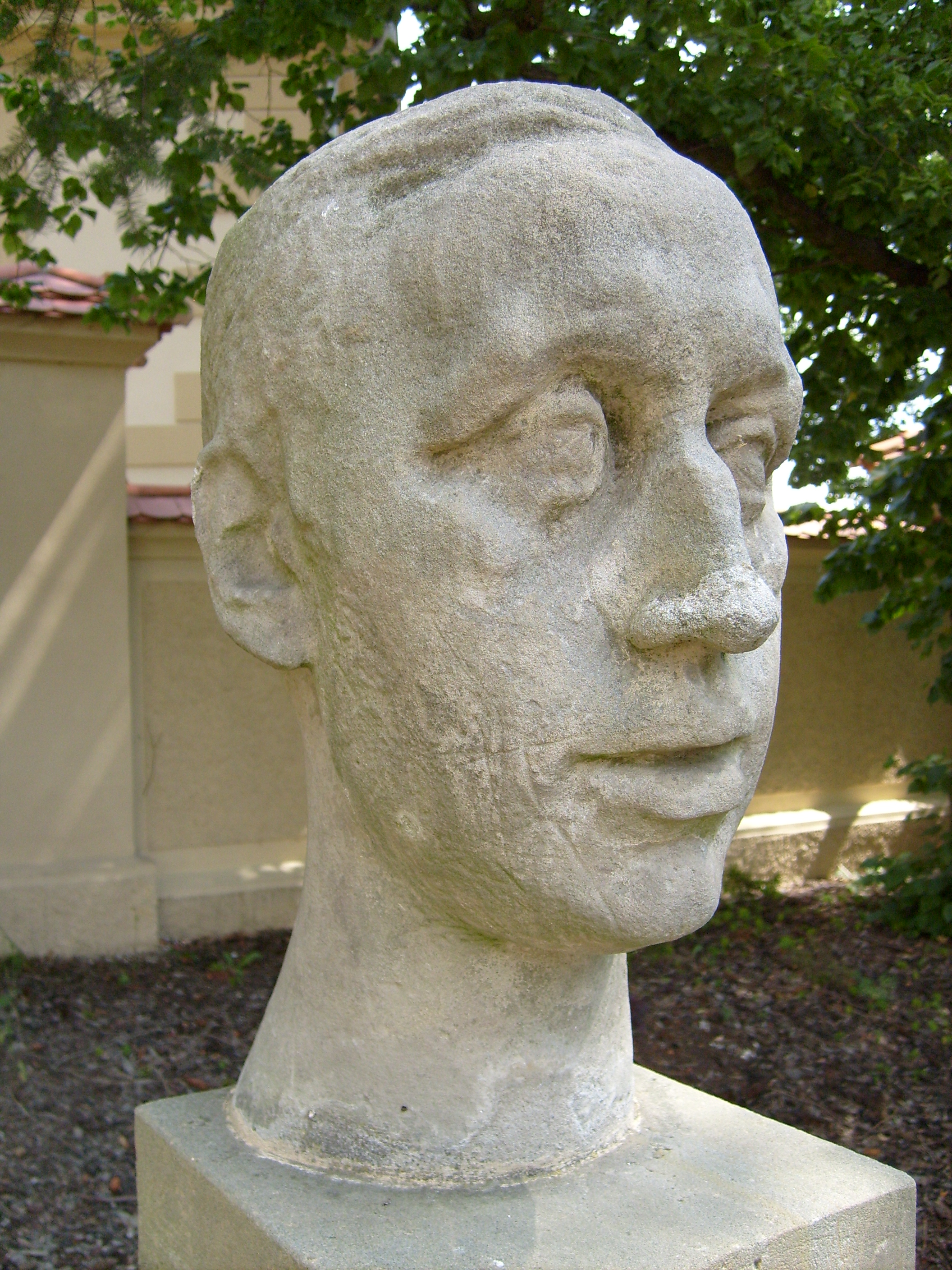
سردیس او
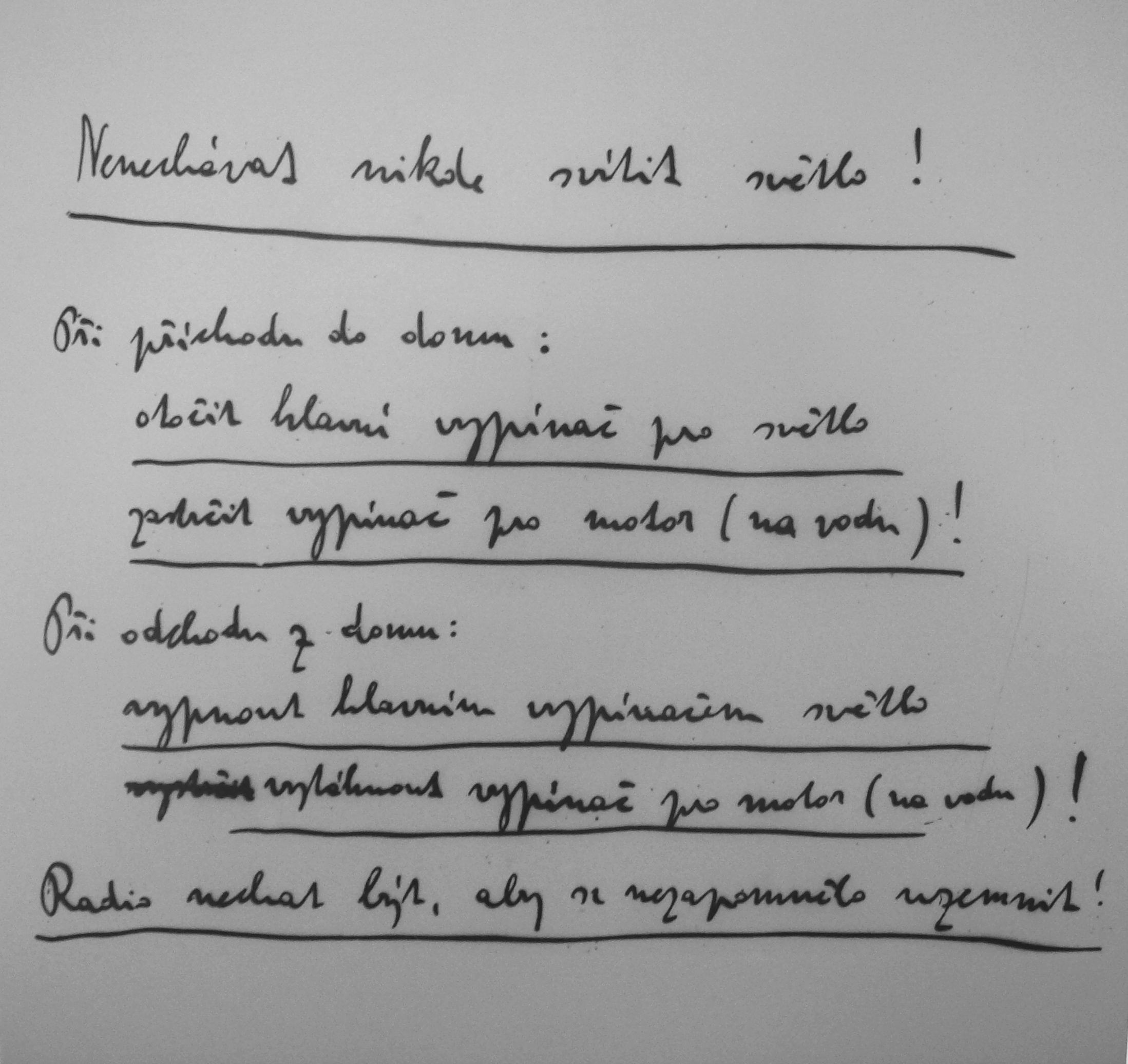
دست نوشته